# Norrfladan
Norrfladan är en fjärd i Finland. Den ligger i landskapet Egentliga Finland, i den sydvästra delen av landet, 140 km väster om huvudstaden Helsingfors.
Norrfladan avgränsas av Granholmen i nordöst, Storfallan i sydöst, Linjen i söder samt Storön i väster. Den ansluter till Kakufjärden i öster.